# سیارک ۶۵۸۱
سیارک ۶۵۸۱ (به انگلیسی: 6581 Sobers، نامگذاری:1981SO) شش هزار و پانصد و هشتاد و یکمین سیارک کشف شده‌است که در ۲۲ سپتامبر ۱۹۸۱ کشف شد.
قدر مطلق سیارک برابر ۱۳٫۶۰ است.